# Petter Northug
Petter Northug   (Mosvik Municipality, 6 de gener de 1986) és un esquiador de fons noruec, actiu del 2002 al 2018. És un dels millors esquiadors de fons de la història.

## Carrera esportiva
Va participar en els Jocs Olímpics d'Hivern de 2010 realitzats a Vancouver (Canadà), on aconseguí guanyar quatre medalles, esdevenint l'esportista masculí més guardonat. Guanyà la medalla d'or en les proves de 50 km. clàssics i d'esprint per equips, la medalla de plata en la prova de relleus 4x10 km. i la medalla de bronze en la prova d'esprint individual. A més finalitzà onzè en la prova de 30 km. persecució i quaranta-unè en els 15 km. lliures.
En el seu palmarès també destaquen setze medalles als Campionats del Món, tretze d'elles ors entre el 2007 i el 2015 (per nou de la llegenda Bjørn Dæhlie), així com dos globus de vidre el 2010 i el 2013. També compta amb 40 podis, incloent 20 victòries individuals i 8 victòries col·lectives a la Copa del món entre 2006 i 2016. El 2015 guanyà el Tour de Ski, l'únic gran títol que se li resistia, arran de la desqualificació de Martin Johnsrud Sundby. El 2009 i 2015 fou escollit esportista noruec de l'any.